# Simian-Virus 40
Das Simian-Virus 40 (von englisch Simian virus 40 für ‚Affenvirus 40‘, da es das 40. in Affen entdeckte Virus ist) in der Spezies Betapolyomavirus macacae (früher Macaca mulatta polyomavirus 1, MmPV1), hauptsächlich unter der Abkürzung SV40 bekannt, ist ein Virus aus der Familie der Polyomaviridae.

## Beschreibung und Vorkommen

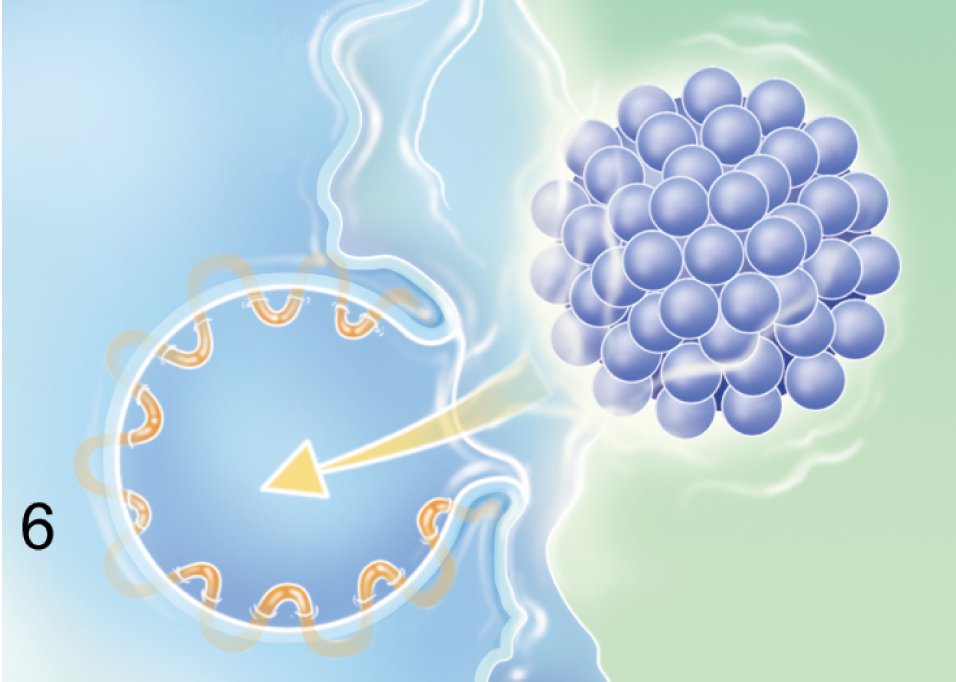
Caveolin-vermittelter Eintritt in die Wirtszelle bei SV40

SV40 kann sowohl Affen als auch Menschen infizieren, die natürlichen Wirte sind vor allem asiatische Makaken und Rhesusaffen. Wie andere Polyomaviren ruft SV40 unter bestimmten Bedingungen Tumoren hervor; die Infektion bleibt jedoch in den meisten Fällen symptomlos. In Menschen selbst wurden keine direkten Zusammenhänge von einer SV40-Infektion und der Entstehung von Krebs nachgewiesen, jedoch spielen Onkogene des SV40 bei der Entstehung von Krebszellen aus humanen Zellen in der Zellkultur eine Rolle. Der Zusammenhang von humanen Tumoren und dem SV40 als kausale Ursache konnte nicht sicher nachgewiesen werden. Ein gleichzeitiger Nachweis von SV40 in verschiedenen Tumoren war nicht zwingend mit deren Ätiologie in Verbindung zu bringen. Selbst in Brustkrebspräparaten wurde der Zusammenhang von SV40 und einem veränderten Methylierungsmuster zellulärer Gene vermutet, eine abschließende Beurteilung des Zusammenhangs ist derzeit noch nicht möglich.
SV40 wurde erstmals 1960 durch Ben Sweet und Maurice Hilleman in Zellkulturen von Nierenzellen von Rhesusaffen entdeckt, die zur Herstellung von Polioimpfstoffen verwendet wurden. Von 1955 bis 1963 wurden vermutlich Millionen Menschen mit oralen und injizierbaren Impfstoffen geimpft und dabei mit SV40 infiziert. Nach späterer Analyse hat man herausgefunden, dass Überreste von SV40 bei an Krebs erkrankten Personen vertreten waren, unabhängig davon, ob sie geimpft wurden oder nicht. In epidemiologischen Studien wurden für den Zeitraum von 1955 bis 1963 überprüft, ob es beim Auftreten von Tumoren bei gegen Polio Geimpften und Ungeimpften einen Zusammenhang gibt; man fand jedoch kein erhöhtes Krebsrisiko. Daher geht man nicht davon aus, dass das in Polioimpfstoffen vor 1963 enthaltene SV40 Krebs verursacht hat. Das große T-Antigen wird zur Immortalisierung von Zellen verwendet.

## Aufbau

Genomkarte von SV40

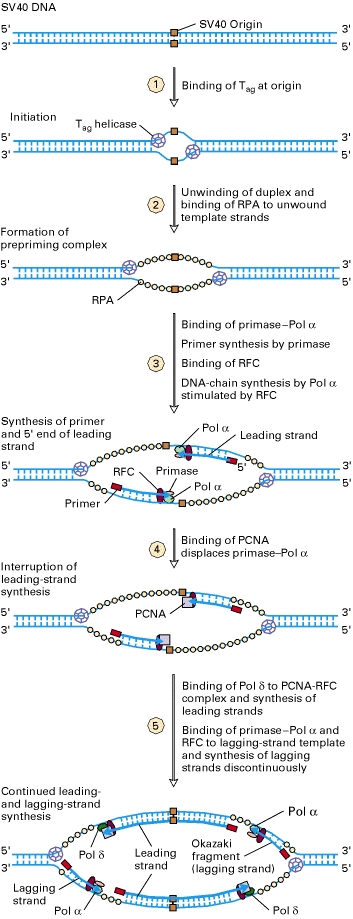
Modell der In-vitro-Replikation von SV40-DNA durch eukaryotische Enzyme

SV40 hat ein zirkuläres doppelsträngiges DNA-Genom mit etwa 5,2 kb, das mit Histonen der Wirtszelle verpackt wird. Das hüllenlose Virion ist ikosaedrisch.
Die minimalistische Zusammensetzung war die ideale Voraussetzung, um in vitro die komplette SV40-DNA originalgetreu zu kopieren. Mit hochgereinigten zellulären Proteinen gelang es, die beiden Stränge der Doppelhelix gleichzeitig zu replizieren. Daraus gewann man ein elegantes Modell der Replikationsgabel, in der die beiden semikonservativen (= halbneuen) dsDNA-Moleküle entstehen.